# Les Maris, les Femmes, les Amants
Ne doit pas être confondu avec Le Mari, la Femme et l'Amant.
Pour plus de détails, voir Fiche technique et Distribution.
Les Maris, les Femmes, les Amants est un film français réalisé par Pascal Thomas, sorti en 1989.

## Synopsis
Sur l'Île de Ré, pendant les vacances d'été, des maris s'occupent seuls de leurs enfants, alors que leurs épouses sont restées à Paris.

## Fiche technique
- Titre : Les Maris, les Femmes, les Amants
- Réalisation : Pascal Thomas
- Première assistante réalisatrice : Patrick Cartoux
- Scénario : François Caviglioli et Pascal Thomas
- Scripte : Florence Aupetit
- Musique : Marine Rosier
- Directeur de la photographie : Renan Pollès
- Son : Michel Vionnet
- Montage : Nathalie Lafaurie
- Création des décors : Christian Vallerin
- Création des costumes : Lili du Timat
- Chef maquilleuse : Patricia Vivier
- Chefs coiffeuses : Lolita, Agathe Moro
- Casting : Romain Brémond
- Illustration affiche : Muriel Otelli [1]
- Directrice de production : Nicole Firn
- Sociétés de production : Ciné 5, Les Films Français, Téléma
- Pays d'origine :  France
- Genre : comédie dramatique
- Durée : 117 minutes
- Date de sortie : France - 4 janvier 1989

## Distribution
- Jean-François Stévenin : Martin
- Daniel Ceccaldi : Jacques
- Michel Robin : Tocanier
- Catherine Jacob : Marie-Françoise Tocanier
- Susan Moncur : Dora
- Clément Thomas : Clément
- Émilie Thomas : Émilie
- Anne Guinou : Jacqueline
- Pierre Jean : Michel
- Ludivine Sagnier : Élodie
- Damien Morel : Stef
- Guy Marchand : Bruno
- Hélène Vincent : Odette
- Alexandra London : Brigitte
- Leslie Azzoulai : Chantal
- Isabelle Petit-Jean : La veuve Pichard
- Catherine Bidaut : Annette
- Sabine Haudepin : Poupée Barbie
- Héléna Manson : Mère dentiste
- Vanessa Guedj : Éléonore
- Olga Vincent : Olga
- Christiane Millet : Claire
- Danielle Gaudry : Kiki
- Céline Samie : Petite Pomme
- Catherine Alcover : La détective
- Christian Ameri : Le tapeur
- Cheik Doukouré : Pierre-André
- Anne Fiona : Isabelle
- Éric Lartigau : Guillaume
- Lucie Malbose : Martine
- Michel Massia : Le directeur de la Caisse nationale
- Patrice Minet : L'huissier
- Cléa Pascal : L'épicière
- Lucien Pascal : Le grand-père d'Éléonore
- Valérie Rosier : La secrétaire de Tocanier
- Jacques Vidal : Le chauffeur de taxi